# محمد الغيطي
محمد الغيطي (مواليد 4 مارس 1968) هو كاتب سيناريو ومقدم برامج مصري قام بتأليف عدة مسلسلات أهمها ملح الأرض (2004)، أدهم الشرقاوي (2009)، مملكة الغجر (2019) و الضاحك الباكي (2022).

## حياته الشخصية
متزوج من الإعلامية منى بارومة ولديه ابنتين هم مي الغيطي وميار الغيطي.

## اتهامه بترويج المثلية
في يناير 2019 قضت محكمة جنح أكتوبر بحبسه سنة وغرامة 3 آلاف جنيه، ومراقبة لمدة سنة، لاتهامه بالترويج للمثلية وازدراء الأديان وذلك بعد أن تقدم أحد المحاميين ببلاغ ضده بسبب استضافته لأحد الشباب المثليين في برنامجه، وفي أكتوبر 2020 حكمت محكمة جنح مستأنف أكتوبر بإلغاء الحكم.

## وصلات خارجية
- محمد الغيطي على موقع قاعدة بيانات الأفلام العربية